# Pentangle
Pentangle — британский музыкальный коллектив, образовавшийся в 1967 году, исполнявший экспериментальный фолк-рок, обогащённый элементами джаза и блюза и — наряду с Fairport Convention — стоявший у истоков британского фолк-возрождения. Гитаристы-виртуозы Берт Дженш и Джон Ренборн, отдавая предпочтение акустике, создавали сложные, эклектичные аранжировки, балансируя на грани между фольклорными традициями и рок-авангардом. Pentangle не имели массового коммерческого успеха, но третий альбом Basket of Light (1969) поднялся до пятого места в хит-параде Великобритании; пять альбомов группы входили в списки Billboard 200.

## История группы
Джон Ренборн и Берт Дженш были известны на британской фолк-сцене задолго до образования группы и имели на своем счету сольные альбомы (включая один совместный, Bert And John). Дженш увлекался блюзом и тяготел к современному фолк-року, Ренборн исповедовал более консервативные взгляды. Оба жили под одной крышей в лондонском Джон’з Вуд. Жакки Макши поначалу пела в закусочных и кафе, но в 1965 году уже имела собственный клуб в Саттоне, Суррей, где и познакомилась с гастролировавшими Ренборном и Дженшем. Макши исполнила несколько вокальных партий на альбоме Ренборна Another Monday и не раз выступала с ним дуэтом:205.
Бас-гитарист Дэнни Томпсон и барабанщик Терри Кокс, известные на джазовой сцене, были участниками группы Алексиса Корнера. В 1966 году оба вошли в состав Nucleus, где на электрогитаре играл Джон Маклафлин. Ренборн был знаком с Томпсоном по совместным выступлениям в клубе Les Cousins и по работе на телевидении.
В 1967 году шотландский антрепренёр Брюс Даннетт (англ. Bruce Dunnett) организовал специально для Дженша и Ренборна воскресный клуб в ныне несуществующем отеле «Подкова» (англ. Horseshoe Hotel) на Тоттенхэм Корт Роуд. Сначала к ним присоединилась Макши, а марте того же года — Томпсон и Кокс. Принятое название Pentangle, с одной стороны, символизировало единство участников, с другой — имело отношение к мистической и фольклорной традиции (речь идет о символе на рыцарском гербе сэра Гавейна, персонажа поэмы XIV века «Sir Gawain and the Green Knight», одного из любимых произведений Ренборна).
Первый же концерт новой группы 27 мая 1967 года в лондонском зале Ройал Фестивал Холл прошел с аншлагом и заставил заговорить о ней столичную прессу. Летом Pentangle провели турне по Дании (которое оказалось неудачным: их рекламировали как «рок-группу», привлекая тем самым неподготовленную аудиторию) и гастроли в Британии, организованные лейблом Transatlantic Records. Новый менеджер Джо Ластиг (англ. Jo Lustig) весной 1968 года подписал для группы контракт с Transatlantic Records: здесь и вышел дебютный (именной) альбом. Критики отметили, что продюсер Шел Талми использовал новаторский подход к записи акустических гитар, придав их звуку особую звонкость. 29 июня того же года Pentangle выступили в лондонском Ройал Алберт-холле: сделанные здесь записи составили основу второго (двойного) альбома Sweet Child. Пластинка, продемонстрировавшая возросшее авторское мастерство Дженша, считается творческим пиком Pentangle.
Basket Of Light, вышедший летом 1969 года, ознаменовал наивысшее коммерческое достижение группы, во многом благодаря синглу «Light Flight» (#43), который своей неожиданной популярностью был обязан телевизионной драме «Take Three Girls». В 1970 году Pentangle записали ещё один саундтрек, к фильму «Tam Lin». За британскими (включая Айл-оф-Уайт) и американскими гастролями последовал четвертый альбом Cruel Sister (октябрь 1970 года): составленный исключительно из фольклора, в коммерческом отношении он оказался провальным.
В Reflection (март 1971 года) группа вернулась к использованию оригинального авторского материала, однако под влиянием гастрольных стрессов в ней обострились внутренние противоречия. Кроме того, пришлось разорвать контракт с Transatlantic: выяснилось, что компания не намерена выплачивать группе гонорары, считая, что они уходят на покрытие гастрольных и студийных расходов. В 1971 году, чтобы получать хоть какие-то деньги от своих работ, Pentangle вынуждены были образовать собственную издательсткую компанию Swiggeroux Music.
Solomon’s Seal (1972, Warner Brothers/Reprise) оказался последней работой оригинального состава Pentangle. Последовавшие британские гастроли оказались скомканными из-за болезни Томпсона. 1 января 1973 года Дженш объявил об уходе из группы: известие об этом еженедельник Melody Maker вынес на обложку первого номера того года.

## 1982 —
Разговоры о воссоединении начались в начале 1980-х годов и уже в 1982 году воплотились в жизнь: реформированный Pentangle дебютировал на Кембриджском фолк-фестивале, правда без Кокса (он попал в аварию на дороге и сломал ногу, но вскоре наловчился играть в инвалидном кресле: так группа провела гастроли в Италии, Австралии и Германии). Реюнион длился недолго: Ренборн поступил в Дарлингтонский художественный колледж, чтобы заняться изучением классической музыки. Группа не распалась, но постепенно из участников первого состава в ней остались только Дженш и Макши. Их постоянными партнерами стали ранее приглашавшиеся музыканты: Майк Пигготт (скрипка), Найджел Портман-Смит (клавишные, бас-гитара), Питер Кертли (гитара, вокал), а также ударник Джерри Конвэй, до этого сотрудничавший с Fotheringay, Кэтом Стивенсом, Jethro Tull, Ричардом Томпсоном и Джоном Мартином.
В 1995 году после очередного ухода Дженша на сольную «тропу» Макши и Конвей пригласили в состав клавишника Спенсера Козенса (англ. Spencer Cozens): так возник Jacqui McShee’s Pentangle. Трио на собственном лейбле GJS Records выпустило успешный альбом About Thyme (в записи которого приняли участие Ральф МакТелл, Алберт Ли, Майк Майньери и Джон Мартин), после чего — с приходом саксофониста Джерри Андервуда и басиста-гитариста Алана Томпсона — расширилось до квинтета. Новый состав, продолжая эксперименты в фолк-джазовом ключе, вышел на непрерывный режим гастрольной работы. Это роковы́м образом сказалось на здоровье Андервуда: он заболел и в 2002 году скоропостижно скончался. Лишь два года спустя Jacqui McShee’s Pentangle, от активной концертной деятельности не отказавшиеся, нашли ему замену в лице Гэри Фута (англ. Gary Foote).
Всё это время интерес к раннему периоду творчества Pentangle лишь нарастал: в период с 1972 по 2001 годы было выпущено по меньшей мере десять компиляций. В 2004 году вышел 1968—1972 Lost Broadcasts: двойной CD, набранный из радиозаписей, сделанных в студиях Би-Би-Си в 1968 году, а в 2007-м — The Time Has Come 1967—1973: бокс-сет раритета и концертных записей из четырех CD. В 2007 году первый состав Pentangle собрался вновь, чтобы получить награду за «Выдающиеся достижения» от BBC Radio 2 Folk Awards и записать небольшой концерт, который транслировался на Би-би-си. В январе 2008 года группа (в составе которой — пятеро участников первого состава) объявила о проведении турне по Британии из 12 концертов.

## Дискография

### Альбомы
- The Pentangle — 1968
- Sweet Child — 1968
- Basket of Light — 1969
- Cruel Sister — 1970 GB
- Reflection — 1971
- Solomon’s Seal — 1972
- Open The Door — 1985
- In The Round — 1986
- So Early In The Spring — 1989

### Jansch/McShee/Kirtley/Portman Smith/Conway
- Think of Tomorrow — 1991
- One More Road — 1993
- Live 1994—1995

### Jacqui McShee’s Pentangle
- Feoffees' Lands — 2005

### Компиляции
- History Book 1972
- Pentangling 1973
- The Pentangle Collection 1975
- Anthology 1978
- At Their Best 1983
- Essential Vol 1 1987
- Essential Vol 2 1987
- Collection 1988
- Anniversary 1992
- People On The Highway 1968—1971 1992
- Light Flight 1997
- The Pentangle Family 2000
- Light Flight: The Anthology 2001